# Magnus Rosén
Klas Magnus Rosén (født 10. juni 1963 i Göteborg, Sverige) er en svensk musiker og den forrige bassist i bandet HammerFall. 
Magnus begyndte at spille bas i en alder af 15. Da han havde spillet bas i tre år kom han med på sin første turné med bandet Kung Sune. Efter turnéen flyttede han til Los Angeles hvor han spillede i mange bands som Billionaires Boys Club der hvor Anders Johansson (HammerFall) spillede trommer. Rosén blev et medlem af HammerFall i 1997. Han er også en erfaren jazz-bassist og har indpillet to soloalbums. I marts 2007 forlod Magnus HammmerFall for at fokusere på sine egne projekter. 

## Diskografi

### Hammerfall
- Legacy of Kings (1998)
- Heeding The Call (1998) – EP
- I Want Out (1999) – EP
- The First Crusade (1999) – VHS and DVD
- Renegade (2000) – single
- Renegade (2000)
- Always Will Be (2001) – single
- The Templar Renegade Crusades (2002) – VHS and DVD
- Hearts on Fire (2002)
- Crimson Thunder (2002)
- One Crimson Night (2004) – CD and DVD
- Blood Bound (2005)
- Chapter V: Unbent, Unbowed, Unbroken (2005)
- Threshold (2006)

### Solo
- Imagine a Place (2001)
- Reminiscence (2002)
- Empty Room (2003)
- Unavngivet soloalbum (2007) – Ikke udgivet

### Andre
- Shame – Shame (1980)
- Kung Sune – Sunes bar och grill (1982)
- Von Rosen – Like a Dream (1987)
- Von Rosen – Someone Like You (1988)
- Billionaires Boys Club – Something Wicked Comes (1993)
- Keegan – Mind No Mind (1995)
- JORN – Out to Every Nation (2004)

1. ↑  Navnet er anført på engelsk og stammer fra Wikidata hvor navnet endnu ikke findes på dansk.